# Sent Sepise (Alta Viena)
Sent Sepise (en francès Saint-Sulpice-les-Feuilles) és un municipi francès situat al departament de l'Alta Viena i a la regió de la Nova Aquitània.

## Demografia
| 1962                                       | 1968  | 1975  | 1982  | 1990  | 1999  | 2007  |
| ------------------------------------------ | ----- | ----- | ----- | ----- | ----- | ----- |
| 1.333                                      | 1.399 | 1.410 | 1.434 | 1.422 | 1.272 | 1.239 |
| Des de 1962: població sense dobles comptes |       |       |       |       |       |       |

## Administració
| Període | Identitat     | Partit |
| ------- | ------------- | ------ |
| 2001-   | Hervé Bernard | PS     |